# جوناثان فيلدينغ
جوناثان فيلدينغ (13 مارس 1973 في المملكة المتحدة - ) (بالإنجليزية: Jonathan Fielding)‏ هو لاعب كريكت بريطاني. لعب مع نادي مقاطعة لانكشر للكريكت ‏ وCumbria County Cricket Club ‏ والمقاطعات الوطنية للكريكيت الإنجليزي والويلزي ‏.

## وصلات خارجية
- جوناثان فيلدينغ على موقع إي آس بي آن كريك إنفو (الإنجليزية)